# Jimmy Odukoya
Jimmy Odukoya é um ator nigeriano conhecido pelo papel de Oba Ade no filme A Mulher Rei de 2022 ao lado de Viola Davis e John Boyega . Ele é filho de Bimbo Odukoya e Taiwo Odukoya . Na versão brasileira de dublagem do filme, o trabalho do ator foi dublado por Victor Brum, no estúdio Delart Rio.